# Помона (Калифорния)
Помо́на (Pomona) — седьмой по величине город в округе Лос-Анджелес, Калифорния, США. Расположен между ареалом Внутренняя империя и долиной Сан-Габриэль. Площадь — 59,474 км².
По данным переписи 2010 года, население составляло 149 058 человек.

## География
Помона граничит с городами Сан-Димас на северо-западе, Ла-Верн и Клермонт на севере, Монтклэр (Калифорния) и Чино на востоке, Чино-Хилс и Дайамонд-Бар на юге, и Уолнат, Саут-Сан-Хосе-Хилс и Индастри на юго-западе. Климат средиземноморский, с жарким, сухим летом и тёплой, влажной зимой.

## История
Город назван в честь Помоны, древнеримской богини плодов. Первое поселение здесь было основано ещё в 1830-х годах, когда эта территория входила в состав Мексики. Статус города Помона получила 6 января 1888 года. Несмотря на то, что название Помона было выбрано ещё в 1875 году, когда в районе поселения не было ни одного плодового дерева, в конце XIX века в окрестностях города стало активно развиваться выращивание цитрусовых культур.

## Инфраструктура
Крупнейшими университетами города являются Политехнический университет штата Калифорния и Западный университет наук о здоровье. Развита бумажная, текстильная, электронная промышленность. В городе также расположена концертная площадка «Fox Theater Pomona».